# AN/TPS-70

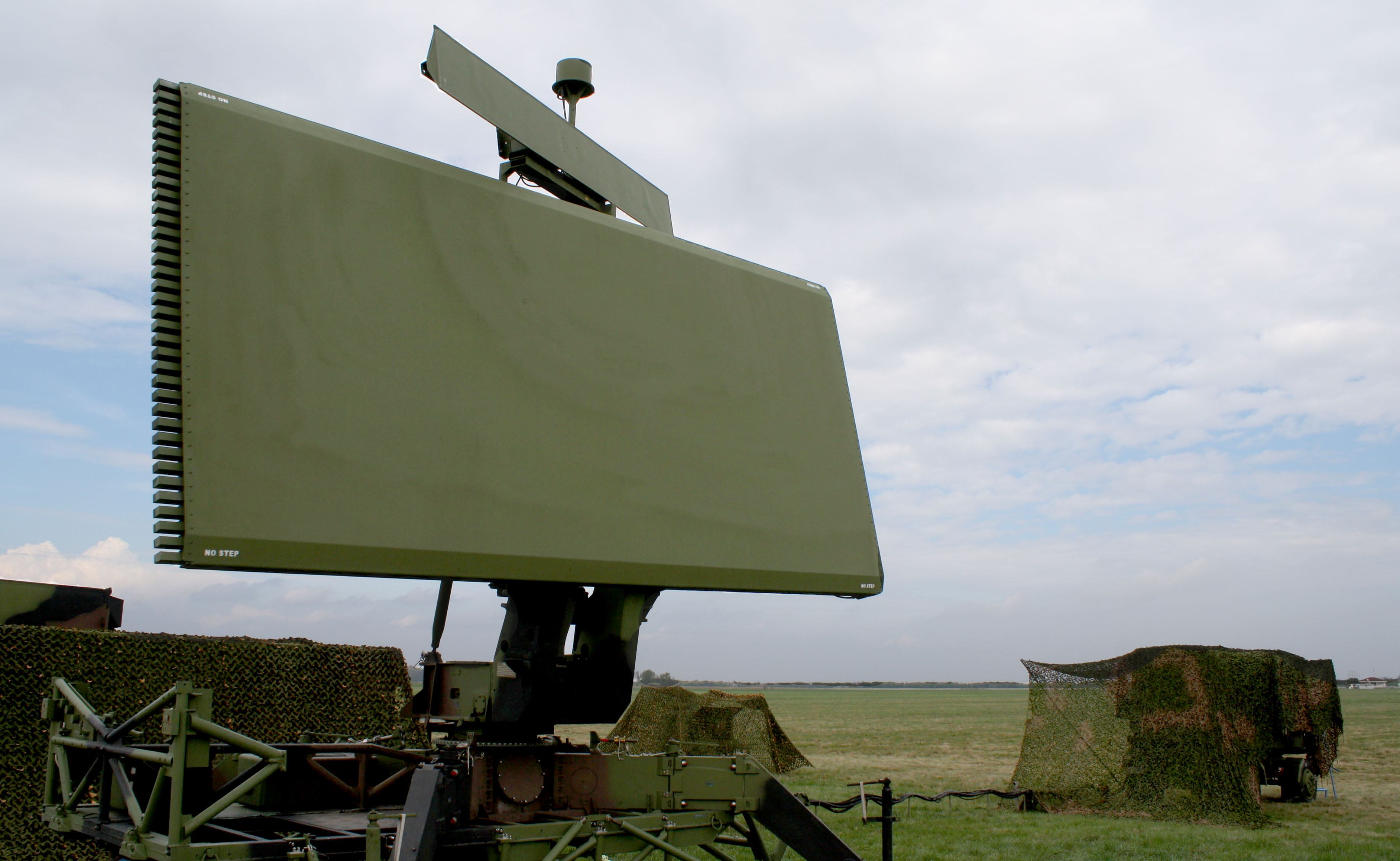
Phased-Array-Antenne des AN/TPS-70-Radars im Bildzentrum, darüber die kleinere IFF-Antenne zur Freund-Feind-Erkennung

Das AN/TPS-70 (JETDS-Bezeichnung) ist ein transportables militärisch-taktisches 3D-Radargerät mit Phased-Array-Antenne. Es wurde von der US-amerikanischen Firma Westinghouse Electric Corporation (1996 von Northrop Grumman übernommen) als Nachfolger des AN/TPS-43 entwickelt und gefertigt und dient zur Erkennung und Verfolgung feindlicher Flugzeuge in Entfernungen bis zu 450 km.

## Nomenklatur
Die Bezeichnung AN/TPS-70 basiert auf dem teilstreitkräfteübergreifenden Benennungssystem für Elektronikgeräte der amerikanischen Streitkräfte, früher bekannt als Joint Army-Navy Nomenclature System, kurz AN-System. Alle Gerätekennzeichnungen nach diesem System beginnen mit „AN/“. Danach stehen drei Buchstaben, die erstens den Installationsort, zweitens den Typ des Geräts und drittens seinen Verwendungszweck angeben. Bei TPS steht der Buchstabe T für „Transportabel auf dem Boden“, das P für „Radar“ und das S für „Ortung, Peilung, Suche“. Das abschließende „-70“ ist im Wesentlichen eine laufende Nummer. So war AN/TPS-1 ein frühes Radargerät aus dem Zweiten Weltkrieg und AN/TPS-43 der Vorgänger des AN/TPS-70.

## Technik
Das Radargerät arbeitet im S-Band bei 2,9 bis 3,0 GHz. Als Antenne nutzt es im Gegensatz zur mechanisch rotierenden Parabolantenne des TPS-43 eine rechteckige und ebene Phased-Array-Antenne. Ihre Abmessungen (B×H) betragen 5,50 m mal 2,54 m. Sie besteht aus 36 Hohlleitern, die jeweils 98 Antennenschlitze aufweisen.
Das Radar erlaubt die Erfassung und Verfolgung von bis zu 500 Radarzielen, deren Entfernung, Azimut und Höhe angezeigt wird. Außerdem verfügt es über eine Freund-Feind-Erkennung (IFF-Antenne oberhalb des Phased Arrays) sowie Clutter-Unterdrückung. Es gilt als zuverlässig, empfindlich und genau sowie robust gegen Störversuche (englisch jamming).

## Daten
| Technische Daten AN/TPS-70 | Technische Daten AN/TPS-70 |
| -------------------------- | -------------------------- |
| Frequenzbereich            | 2,9…3,0 GHz                |
| Pulswiederholzeit          | 4 ms                       |
| Pulswiederholfrequenz      | 250…275 Hz                 |
| Sendezeit (PW)             | 6,5 µs                     |
| Empfangszeit               |                            |
| Totzeit                    |                            |
| Pulsleistung               | 3,5 MW                     |
| Durchschnittsleistung      | 6,2 kW                     |
| angezeigte Entfernung      | 450 km                     |
| Entfernungsauflösung       |                            |
| Öffnungswinkel             | 1,5°                       |
| Trefferzahl                | 500                        |
| Antennenumlaufzeit         | 10 s (6/min)               |